# هيلينا سميث دايتون
هيلينا سميث دايتون (بالإنجليزية: Helena Smith Dayton)‏ هي نحّاتة ورسامة وصحفية ورسامة رسوم متحركة أمريكية، ولدت في 1879، وتوفيت في 1960.